# Vlag van Nieuwe-Tonge

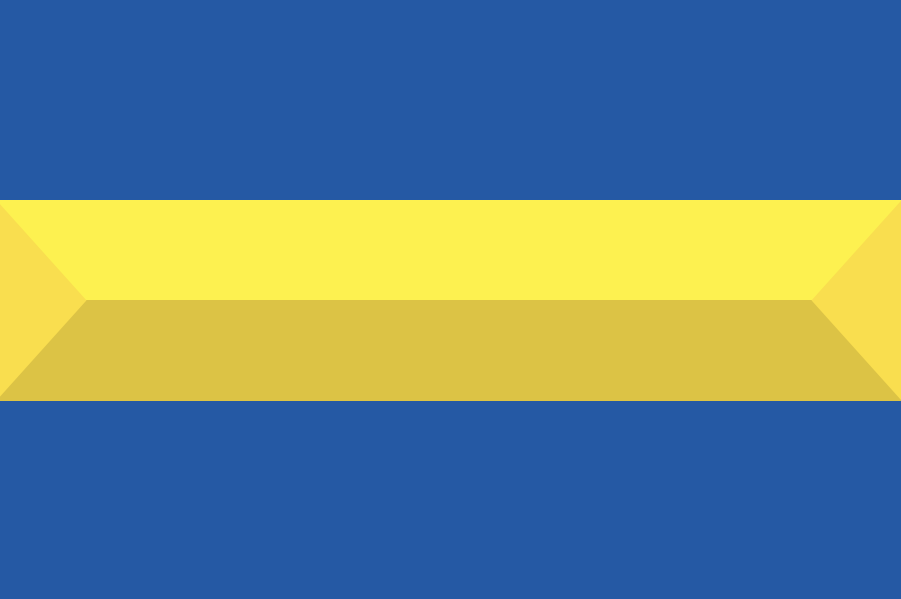
Vlag van Nieuwe-Tonge

De vlag van Nieuwe-Tonge toont hetzelfde beeld als het wapen. Dit betekent ook dat de gele middenbaan in de vlag een geslepen patroon vertoont, vergelijkbaar met de gouden dwarsbalk in het wapen. Met de hedendaagse druktechnieken is het mogelijk om een dergelijk schaduweffect in vlaggen te creëren. Een voordeel hiervan is dat er een duidelijk verschil is met de vlaggen van de gemeenten Papendrecht en Rijswijk, die verder vergelijkbaar zijn. Nieuwe-Tonge maakte, net als Oude-Tonge, deel uit van de heerlijkheid Grijsoord, dat een zilveren dwarsbalk in groen als wapen voerde. Op 24 juli 1816 ontving Nieuwe-Tonge het rijkswapen van Grijsoord, vermoedelijk om een onderscheid te maken met Oude-Tonge.

## Verwante afbeeldingen

Het wapen van Nieuwe-Tonge

Achthuizen
· Den Bommel
· Dirksland
· Dubbeldam
· Goedereede
· Gouderak
· Heerjansdam
· Herkingen
· Hoek van Holland
· Kaag
· Katwijk
· Kijkduin
· Klaaswaal
· Lekkerkerk
· Lisse
· Maasdam
· Maasland
· Melissant
· Middelharnis
· Nieuwe-Tonge
· Noordeloos
· Ooltgensplaat
· Ouddorp
· Oude-Tonge
· Rijnsburg
· Rockanje
· Scheveningen
· Sommelsdijk
· Stad aan 't Haringvliet
· Stellendam
· Tiengemeten
· Valkenburg
· Wieldrecht